# Zigeunerdans af Troubaduren
Zigeunerdans af Troubaduren er en film instrueret af Peter Elfelt.

## Handling
Dans fra operaen Il Trovatore (1853) af Giuseppe Verdi (1813-1901, koreografi af August Bournonville 1865. Med Valborg Borchsenius (Guldbrandsen).